# Associazione Sportiva Dilettantistica GEAS Basket 2004-2005

## Verdetti stagionali
Competizioni nazionali
- Serie A2:

stagione regolare: 3º posto su 16 squadre;

## Roster
- Roberta Colico, Play, 1979, 170 cm
- Giulia Arturi, Play, 1987, 175 cm
- Annalisa Censini, Guardia, 1979, 170 cm
- Martina Crippa, Play/Guardia, 1989, 178 cm
- Ilaria Zanoni, Guardia/Ala, 1986, 180 cm
- Selene Marulli, Ala, 1986, 180 cm
- Valentina Turri, Ala/Pivot, 1980, 185 cm
- Alessandra Calastri, Pivot, 1985, 193 cm
- Alessandra Visconti, Guardia/Ala, 1987, 187 cm
- Michela Frantini, Guardia, 1983, 175 cm
- Renata Salvestrini, Pivot, 1969, 203 cm
- Martina Colombera, Guardia, 1988, 178 cm
- Frigerio Maurizio, Allenatore
- Volontieri Paolo, Aiuto Allenatore